# (400054) 2006 SK55
(400054) 2006 SK55 es un asteroide perteneciente al cinturón de asteroides, descubierto el 18 de septiembre de 2006 por el equipo del Catalina Sky Survey desde el Catalina Sky Survey, Arizona, Estados Unidos.

## Designación y nombre
Designado provisionalmente como 2006 SK55.

## Características orbitales
2006 SK55 está situado a una distancia media del Sol de 2,599 ua, pudiendo alejarse hasta 3,169 ua y acercarse hasta 2,029 ua. Su excentricidad es 0,219 y la inclinación orbital 6,281 grados. Emplea 1531,03 días en completar una órbita alrededor del Sol.

## Características físicas
La magnitud absoluta de 2006 SK55 es 17,3.